# Xã Walker, Michigan
Xã Walker (tiếng Anh: Walker Township) là một xã thuộc quận Cheboygan, tiểu bang Michigan, Hoa Kỳ. Năm 2010, dân số của xã này là 327 người.